# Cerastium takasagomontanum
Cerastium takasagomontanum là loài thực vật có hoa thuộc họ Cẩm chướng. Loài này được Masam. mô tả khoa học đầu tiên năm 1938.